# Wahl zum Abgeordnetenhaus von Berlin 2006
- PDS: 23
- SPD: 53
- Grüne: 23
- FDP: 13
- CDU: 37

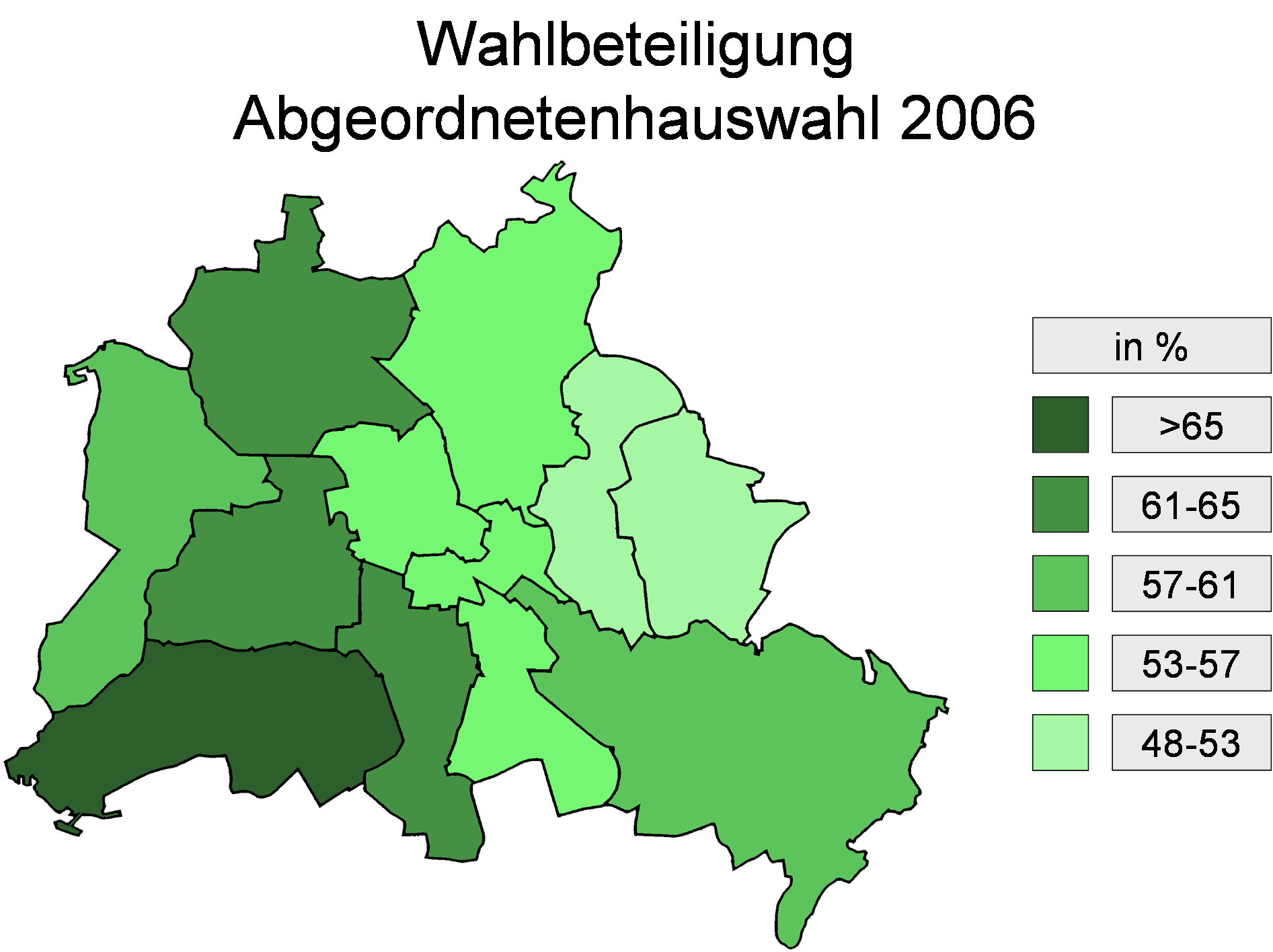
Wahlbeteiligung 2006 nach Bezirken

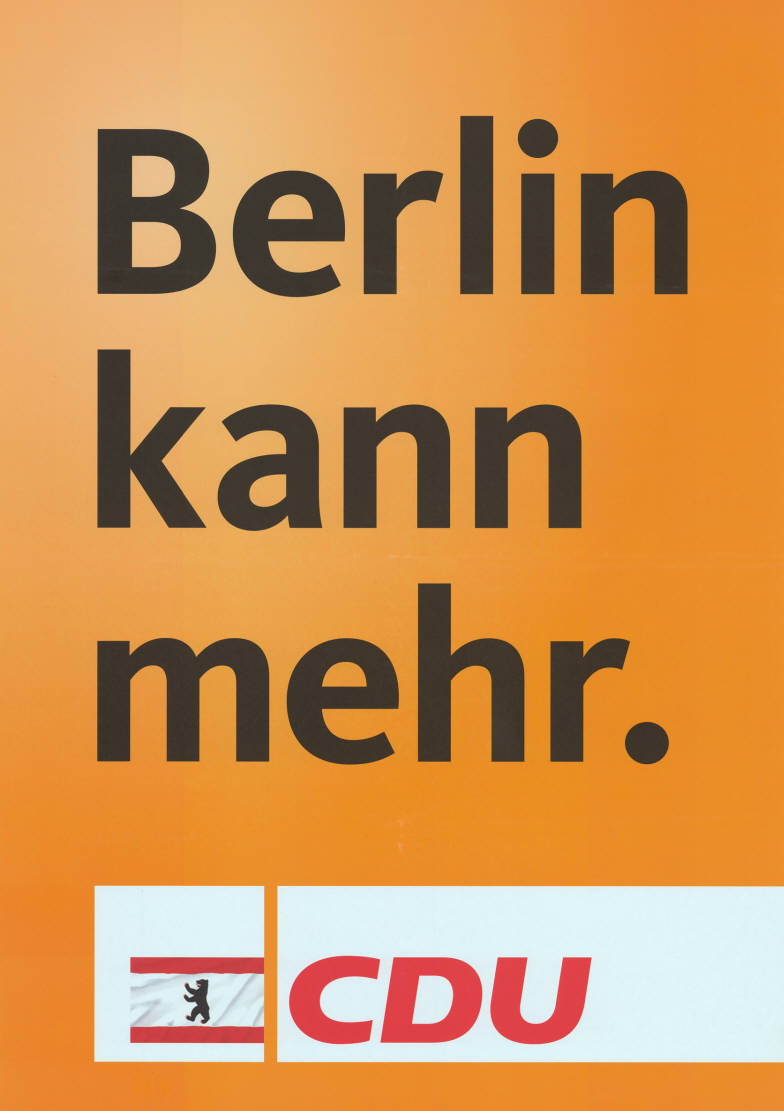
Wahlplakat der CDU

Die Wahl zum Abgeordnetenhaus von Berlin fand am 17. September 2006 statt.   Neun Wochen nach der Wahl trat der rot-rote Senat Wowereit III an.

## Ausgangslage
Der Senat Wowereit II, ein rot-roter Senat (SPD und Linkspartei), stellte sich erstmals zur Wiederwahl. Vorherrschende Themen der Legislaturperiode von 2001 bis 2006 und des Wahlkampfs waren die massiven Haushaltsprobleme der Stadt Berlin, die Situation an den Berliner Schulen, Integrationsprobleme und der schwache Arbeitsmarkt.
Die SPD zog erneut mit Klaus Wowereit an der Spitze in den Wahlkampf. Die Linkspartei trat mit Wirtschaftssenator Harald Wolf, Bündnis 90/Die Grünen mit Franziska Eichstädt-Bohlig und die FDP mit ihrem Fraktionsvorsitzenden Martin Lindner an.
In der CDU Berlin war die Frage der Spitzenkandidatur lange ungeklärt. Nachdem der Wunschkandidat, der ehemalige Bundesumwelt- und -bauminister Klaus Töpfer, eine Kandidatur abgelehnt hatte, erklärte sich der Bundestagsabgeordnete und Parlamentarische Staatssekretär im Bundesverteidigungsministerium Friedbert Pflüger für die Kandidatur bereit.
Die Kandidatur des Landesverbands der WASG gegen den Fusionspartner Linkspartei war umstritten und wurde vor allem von der Bundes-WASG abgelehnt. Die Bundes-WASG erklärte den Vorstand der WASG Berlin für abgesetzt; letzterer erwirkte dagegen eine einstweilige gerichtliche Anordnung und trat mit
Spitzenkandidatin Lucy Redler, einem SAV-Mitglied, zur Landtagswahl 2006 an.

## Ergebnis
| Listen                                 | Listen               | Erststimmen | Erststimmen | Erststimmen | Zweitstimmen | Zweitstimmen | Zweitstimmen | Mandate Gesamt |
| Listen                                 | Listen               | Stimmen     | %           | Mandate     | Stimmen      | %            | Mandate      | Mandate Gesamt |
| -------------------------------------- | -------------------- | ----------- | ----------- | ----------- | ------------ | ------------ | ------------ | -------------- |
|                                        | SPD                  | 466.001     | 34,2        | 40          | 424.054      | 30,8         | 13           | 53             |
|                                        | CDU                  | 339.143     | 24,9        | 19          | 294.026      | 21,3         | 18           | 37             |
|                                        | Die LinkePDS         | 195.501     | 14,4        | 14          | 185.185      | 13,4         | 9            | 23             |
|                                        | Bü90/Grüne           | 176.153     | 12,9        | 5           | 180.865      | 13,1         | 18           | 23             |
|                                        | FDP                  | 97.235      | 7,1         | –           | 104.584      | 7,6          | 13           | 13             |
|                                        | Graue                | –           | –           | –           | 52.884       | 3,8          | –            | –              |
|                                        | WASG                 | 52.086      | 3,8         | –           | 40.504       | 2,9          | –            | –              |
|                                        | NPD                  | 9.060       | 0,7         | –           | 35.229       | 2,6          | –            | –              |
|                                        | REP                  | 5.307       | 0,4         | –           | 11.922       | 0,9          | –            | –              |
|                                        | Tierschutz           | 1.067       | 0,1         | –           | 11.707       | 0,8          | –            | –              |
|                                        | Eltern               | –           | –           | –           | 10.066       | 0,7          | –            | –              |
|                                        | Bildung              | 2.817       | 0,2         | –           | 4.601        | 0,3          | –            | –              |
|                                        | DIE FRAUEN           | –           | –           | –           | 3.797        | 0,3          | –            | –              |
|                                        | APPD                 | –           | –           | –           | 3.476        | 0,3          | –            | –              |
|                                        | PASS                 | –           | –           | –           | 2.578        | 0,2          | –            | –              |
|                                        | AGFG                 | 1.764       | 0,1         | –           | 2.375        | 0,2          | –            | –              |
|                                        | BüSo                 | 4.627       | 0,3         | –           | 2.335        | 0,2          | –            | –              |
|                                        | Offensive D          | –           | –           | –           | 1.846        | 0,1          | –            | –              |
|                                        | DAP                  | 1.798       | 0,1         | –           | 1.748        | 0,1          | –            | –              |
|                                        | HUMANWIRTSCHAFT      | 479         | 0,0         | –           | 1.390        | 0,1          | –            | –              |
|                                        | ödp                  | –           | –           | –           | 986          | 0,1          | –            | –              |
|                                        | FORUM                | –           | –           | –           | 632          | 0,0          | –            | –              |
|                                        | PSG                  | –           | –           | –           | 565          | 0,0          | –            | –              |
|                                        | Die PARTEI           | 3.211       | 0,2         | –           | –            | –            | –            | –              |
|                                        | B                    | 1.961       | 0,1         | –           | –            | –            | –            | –              |
|                                        | Couragierte          | 719         | 0,1         | –           | –            | –            | –            | –              |
|                                        | HP                   | 656         | 0,0         | –           | –            | –            | –            | –              |
|                                        | DL                   | 193         | 0,0         | –           | –            | –            | –            | –              |
|                                        | Einzelbewerber       | 2.514       | 0,2         | –           | –            | –            | –            | –              |
| Gesamt                                 | Gesamt               | 1.362.292   | 100         | 78          | 1.377.355    | 100          | 71           | 149            |
|                                        |                      |             |             |             |              |              |              |                |
| Ungültige Stimmen                      | Ungültige Stimmen    | 41.988      | 3,0         |             | 28.241       | 2,0          |              |                |
| Abgegebene Stimmen                     | Abgegebene Stimmen   | 1.404.280   | –           |             | 1.405.596    | –            |              |                |
| Ausgefallene Stimmen                   | Ausgefallene Stimmen | 3.474       | 0,2         |             | 2.158        | 0,2          |              |                |
| Wähler                                 | Wähler               | 1.407.754   | 58,0        |             | 1.407.754    | 58,0         |              |                |
| Wahlberechtigte                        | Wahlberechtigte      | 2.425.480   |             |             | 2.425.480    |              |              |                |
|                                        |                      |             |             |             |              |              |              |                |
| Quelle: Bericht der Landeswahlleiterin |                      |             |             |             |              |              |              |                |

Das vorläufige Endergebnis drückt nach erster Analyse insbesondere die Zufriedenheit der Berliner mit der Arbeit des Regierenden Bürgermeisters Wowereit aus, dessen SPD sich um 1,1 Prozentpunkte verbesserte und erstmals seit 1990 die 30-Prozent-Marke übersprang (30,8 %).
Dem konnte die CDU mit Friedbert Pflüger offensichtlich keinen überzeugenden Gegenkandidaten entgegensetzen, sie verblieb mit einem Ergebnis von 21,3 % und einem Verlust von 2,5 Prozentpunkten noch hinter ihrem niedrigen Ergebnis von 2001 und erzielte somit ihr bis dahin zweitschlechtestes Ergebnis seit Kriegsende.
Insgesamt erhielten die Union und die SPD nur mehr 52,1 % der abgegebenen Stimmen, ein in Berlin bislang noch nicht erreichter Tiefstand.
Ebenfalls herbe Verluste musste die Linke.PDS hinnehmen, die um 9,2 Prozentpunkte auf 13,4 % der Stimmen absackte und nur knapp ihren Platz als drittstärkste Partei verteidigen konnte. Ihre Stellung als drittstärkste Fraktion musste sie mit den Grünen teilen, die von der Mandatszahl her mit der Linkspartei gleichzogen. Als Ursachen hierfür gelten unter anderem der Konflikt mit der WASG, der Umstand, dass die PDS nach fünf Jahren Regierungstätigkeit ihren Oppositionsbonus verloren hat, und dass sie diesmal ohne ihr „Zugpferd“ Gregor Gysi antreten musste.
Die Bündnisgrünen erzielten mit 4 Prozentpunkten den höchsten Stimmenzuwachs aller Parteien und das bis dahin zweitbeste Ergebnis in Berlin überhaupt (13,1 %) und konnten hinsichtlich der Mandatszahl mit der Linkspartei gleichziehen, wohingegen die FDP mit 7,6 % und einem Verlust von 2,3 Prozentpunkten diesmal wieder hinter den Grünen lag.
Ungewöhnlich hoch war der Anteil der Parteien, die an der Fünf-Prozent-Hürde scheiterten. Für sie stimmten zusammengerechnet 13,8 % der Wähler, wobei hier insbesondere die Grauen mit 3,8 %, die WASG mit 2,9 % und die NPD mit 2,6 % hervorstechen.

## Legislaturperiode
Am 5. Mai 2009 kündigte die SPD-Abgeordnete Canan Bayram ihren Austritt aus der SPD und der SPD-Fraktion an. So verfügte die Rot-Rote Koalition kurzfristig nur noch über eine Mehrheit von 75 Mandaten gegenüber 74 Mandaten der Opposition. Durch Bayrams Wechsel zur Fraktion Bündnis 90/Die Grünen stellte ihre neue Fraktion kurzfristig die drittstärkste Kraft noch vor der Linkspartei dar.
Da jedoch die Abgeordnete Bilkay Öney am 12. Mai 2009 den umgekehrten Weg ging und von der Fraktion Bündnis 90/Die Grünen zur SPD-Fraktion wechselte, wurden die ursprünglichen Mehrheitsverhältnisse wiederhergestellt.
Im Laufe der Legislaturperiode kam es zu weiteren Fraktionswechseln und -austritten:
Im März 2010 wechselte der FDP-Abgeordnete Rainer-Michael Lehmann zur SPD-Fraktion, während der SPD-Abgeordnete Ralf Hillenberg die SPD-Fraktion verließ und dadurch fraktionslos wurde.
Ebenso trat Rainer Ueckert aus der CDU-Fraktion aus. Weiterhin wurde René Stadtkewitz aus der CDU-Fraktion ausgeschlossen. Am 6. September 2010 wechselte wiederum der FDP-Abgeordnete Albert Weingartner zur CDU.
Mithin gab es drei fraktionslose Abgeordnete, wohingegen die CDU-Fraktion im Ergebnis auf 36 Mitglieder und die FDP-Fraktion auf elf Abgeordnete schrumpfte.
| Nr.                                                                                        | Bezirk/Region              | Wahl%  | SPD    | CDU    | PDS    | GRÜNE  | FDP    | 5 % >  | Graue  | WASG   | NPD    |
| ------------------------------------------------------------------------------------------ | -------------------------- | ------ | ------ | ------ | ------ | ------ | ------ | ------ | ------ | ------ | ------ |
| −2                                                                                         | Berlin insgesamt           | 58,0 % | 30,8 % | 21,3 % | 13,4 % | 13,1 % | 07,6 % | 13,7 % | 03,8 % | 02,9 % | 02,6 % |
| 0                                                                                          | Berlin – West              | 61,1 % | 31,4 % | 27,7 % | 4,2 %  | 14,8 % | 09,3 % | 12,6 % | 04,4 % | 02,7 % | 01,7 % |
| -1                                                                                         | Berlin – Ost               | 53,8 % | 29,8 % | 11,4 % | 28,1 % | 10,5 % | 04,9 % | 15,4 % | 03,0 % | 03,3 % | 04,0 % |
| 1                                                                                          | Mitte                      | 54,4 % | 32,5 % | 17,1 % | 12,7 % | 17,1 % | 06,9 % | 13,8 % | 04,0 % | 03,5 % | 01,7 % |
| 2                                                                                          | Friedrichshain-Kreuzberg   | 55,9 % | 30,1 % | 08,7 % | 16,8 % | 26,6 % | 04,1 % | 13,7 % | 01,8 % | 05,8 % | 01,3 % |
| 3                                                                                          | Pankow                     | 55,9 % | 30,4 % | 11,7 % | 22,3 % | 15,9 % | 05,0 % | 14,8 % | 03,2 % | 03,3 % | 03,1 % |
| 4                                                                                          | Charlottenburg-Wilmersdorf | 64,5 % | 34,1 % | 26,3 % | 03,7 % | 16,4 % | 10,4 % | 09,1 % | 03,1 % | 02,0 % | 01,1 % |
| 5                                                                                          | Spandau                    | 58,6 % | 33,4 % | 31,2 % | 03,8 % | 08,3 % | 08,5 % | 14,9 % | 06,4 % | 02,3 % | 01,9 % |
| 6                                                                                          | Steglitz-Zehlendorf        | 68,7 % | 27,8 % | 31,7 % | 03,0 % | 15,7 % | 12,7 % | 08,9 % | 02,4 % | 02,1 % | 01,0 % |
| 7                                                                                          | Tempelhof-Schöneberg       | 62,8 % | 31,1 % | 27,0 % | 04,0 % | 16,9 % | 09,2 % | 11,9 % | 03,8 % | 02,7 % | 01,7 % |
| 8                                                                                          | Neukölln                   | 55,5 % | 31,4 % | 28,6 % | 05,0 % | 11,3 % | 07,7 % | 15,9 % | 05,4 % | 03,2 % | 03,0 % |
| 9                                                                                          | Treptow-Köpenick           | 57,5 % | 31,7 % | 12,6 % | 27,5 % | 06,9 % | 05,0 % | 16,3 % | 03,9 % | 02,8 % | 04,6 % |
| 10                                                                                         | Marzahn-Hellersdorf        | 49,3 % | 27,5 % | 13,1 % | 32,5 % | 04,3 % | 04,8 % | 17,9 % | 02,9 % | 03,3 % | 05,4 % |
| 11                                                                                         | Lichtenberg                | 49,7 % | 29,4 % | 09,6 % | 35,6 % | 05,2 % | 04,2 % | 15,9 % | 02,7 % | 03,2 % | 05,1 % |
| 12                                                                                         | Reinickendorf              | 62,3 % | 30,2 % | 33,1 % | 03,2 % | 08,9 % | 09,6 % | 15,0 % | 07,2 % | 01,9 % | 01,8 % |
| Farben der Bezirksnummern: ehem. West-, ehem. Ost-, West/Ost-Fusionsbezirke, Gesamt-Berlin |                            |        |        |        |        |        |        |        |        |        |        |

## Regierungsbildung
| Mögliche Koalition               | Sitze |
| -------------------------------- | ----- |
| Sitze gesamt                     | 149   |
| Absolute Mehrheit (ab 75 Sitzen) |       |
| SPD, CDU                         | 90    |
| SPD, PDS                         | 76    |
| SPD, Grüne                       | 76    |

Das Wahlergebnis hätte für die SPD sowohl ein Bündnis mit der Linkspartei als auch mit den Grünen ermöglicht. Am 6. November 2006 wurden die Koalitionsverhandlungen zwischen SPD und Linkspartei erfolgreich abgeschlossen. Am 23. November 2006 wurde Klaus Wowereit im zweiten Wahlgang wiedergewählt, der dritte Senat Wowereit anschließend vereidigt.
Mit der Wiederwahl Wowereits fand erstmals die Änderung der Berliner Verfassung Anwendung: Erstmals musste sich nur der Regierende Bürgermeister dem Abgeordnetenhaus zur Wahl stellen.
Nach seiner Wiederwahl konnte er aufgrund seiner ihm nunmehr zugestandenen Richtlinienkompetenz die Senatsmitglieder ernennen, ohne sie einzeln dem Parlament zur Abstimmung vorschlagen zu müssen.